# أندريس بريتوريوس
أندريس بريتوريوس (27 نوفمبر 1798 - 23 يوليو 1853) كان قائداً ل البوير لعب دور رئيسي في إنشاء جمهورية أفريقيا الجنوبية. سميت مدينة بريتوريا على اسمه.